# Molihua

Mélodie et paroles de Mòlìhuā reproduits par John Barrow en 1804.

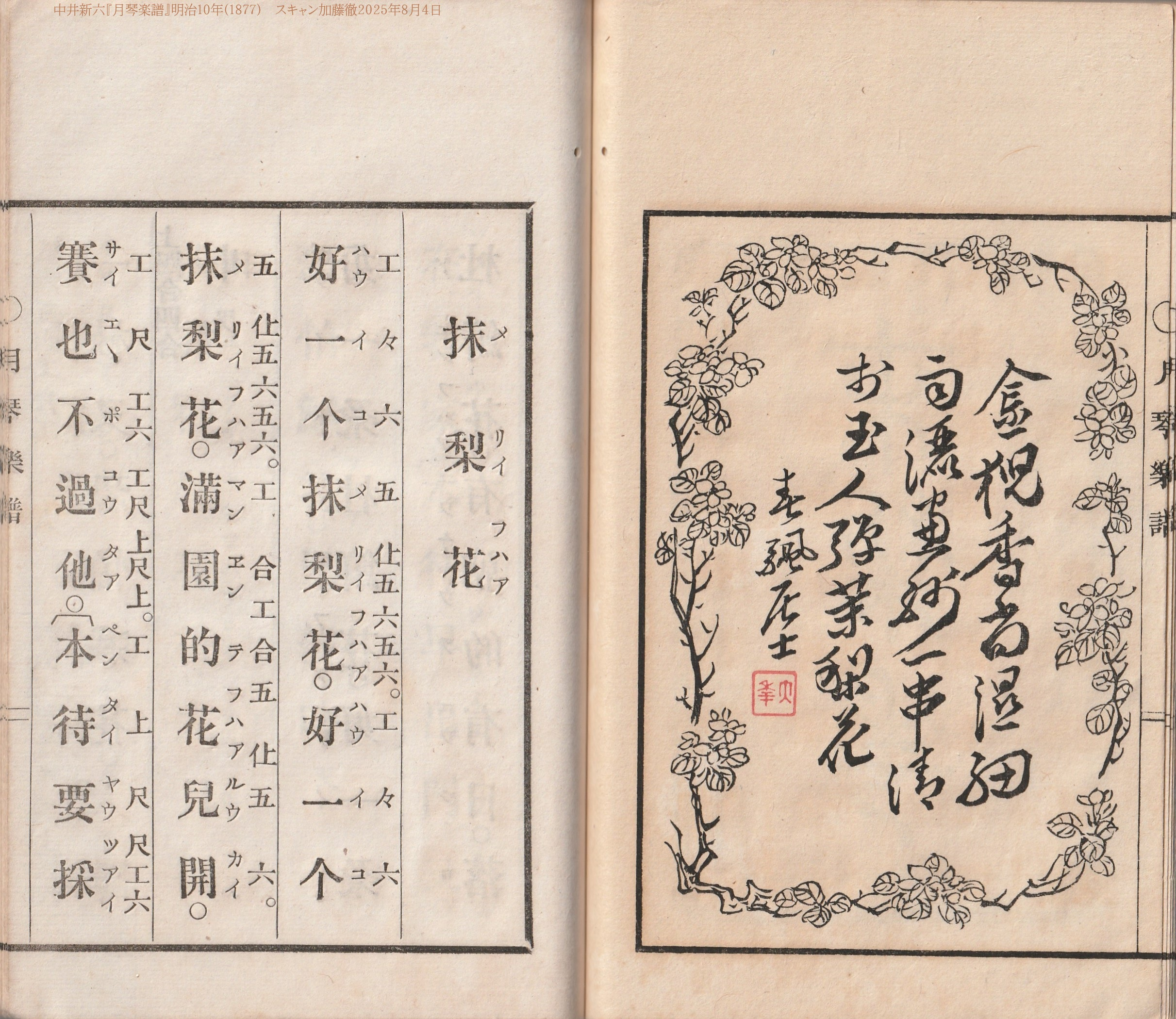
Paroles de la chanson dans un recueil de musique chinoise du Japon (月琴楽譜, 1877).

Mòlìhuā (chinois : 茉莉花 ; pinyin : Mòlì huā ; litt. « fleur de jasmin ») est une célèbre chanson folklorique chinoise écrite sous l'empereur Qianlong de la dynastie Qing au XVIIIe siècle. Cette chanson occupe une position très fameuse parmi les chansons folkloriques chinoises.
Elle a été reprise à l'étranger. On peut notamment citer Mireille Mathieu, qui chanta cette chanson en chinois lors de sa tournée en Chine en 1986, et qui l'intègre depuis dans ses concerts dans un pot-pourri en langues étrangères.
La chanson a une longue histoire et existe en plusieurs versions. La plus connue provenant de la province Jiangsu, l'autre de la province Zhejiang. Ces deux versions ont des paroles différentes et une mélodie légèrement différente.
Mòlìhuā est introduite au Japon par la ville de Nagasaki, à l'époque Edo, par des commerçants chinois, et devient une chanson locale.

## Interprétations notoires
Le missionnaire anglais Chauncey Goodrich (nom chinois Fu Shan 富善) écrit l'hymne chrétien Chanson sur le beau nom de Jésus sur la mélodie de Mòlìhuā, qui devient en 1911 Le saint nom du Seigneur (Sòng zhǔ shèng míng 颂主圣名). Giacomo Puccini introduit la mélodie dans son opéra Turandot (1926) et la diffuse ainsi en Occident.
En 1959, Mòlìhuā est jouée au 7e Festival mondial de la jeunesse et des étudiants à Vienne par la China Youth Troupe[Quoi ?].
Le 19 décembre 1999,lors de la cérémonie de transfert de la souveraineté de Macao à la Chine, Mòlìhuā fut jouée par une musique militaire.
La mélodie fut utilisée lors de la remise des prix lors des Jeux olympiques d'été de 2008 à Pékin. Lors de l'Exposition universelle de 2010 à Shanghai, un robot du pavillon japonais joue Mòlìhuā au violon.
Natsukawa Rimi, chanteuse japonaise d'Okinawa, l'interprète en chinois et traduit en japonais sous le titre Jasmine no hana (ジャスミンの花, Jasumin no hana, fleur de jasmin) dans un double album d'interprétation de chansons chinoises en japonais sur le premier disque et en version originale sur le second disque, sortis en 2010.
Le 10 décembre 2010, elle fut jouée à Oslo lors de la remise du Prix Nobel de la paix à Liu Xiaobo. En 2013, elle est interprétée par Céline Dion et Song Zuying au Gala de Nouvel An de CCTV.

## Paroles (chinois simplifié/pinyin/français)
| 好一朵美丽的茉莉花， 好一朵美丽的茉莉花， 芬芳美丽满枝桠， 又香又白人人夸。 让我来将你摘下， 送给别人家， 茉莉花呀茉莉花。 好一朵茉莉花， 满园花香香也香不过它， 我有心采一朵戴， 又怕旁人笑话。 我有心采一朵戴； 又怕来年不发芽。 | Hǎo yī duǒ měilì de mòlìhuā Hǎo yī duǒ měilì de mòlìhuā Fēnfāng měilì mǎn zhīyā Yòu xiāng yòu bái rénrén kuā Ràng wǒ láijiāng nǐ zhāixià Sònggěi biérén jiā Mòlihuā yā mòlìhuā Hǎo yī duǒ mòlìhuā Hǎo yī duǒ mòlìhuā mǎn yuán huā xiāngxiāng yě xiāng bú guò tā wǒ yǒuxīn cǎi yī duǒ dài you pa pang ren xiao hua wǒ yǒuxīn cǎi yī duǒ dài yòu pà láinián bù fāyá | Quelle belle fleur de jasmin! Branches chargées de belles fleurs parfumées Odorantes et blanches, chacun s'extasie. Laisse moi venir te cueillir, et t'offrir à quelqu'autre foyer. Fleur de jasmin, ah fleur de jasmin. Quelle fleur de jasmin! Tout un jardin de fleurs odorantes ne surpasse pas son parfum. J'ai envie d'en cueillir une pour la porter sur moi, mais je crains qu'on se moque de moi. J'ai envie d'en cueillir une pour la porter sur moi, mais je crains que l'an prochain elle ne bourgeonne pas. |